# AGIL
El paradigma AGIL es un esquema sociológico creado por Talcott Parsons. Se puede utilizar como herramienta para el análisis de una empresa y, en general, de cualquier sistema social.
La hipótesis básica del paradigma es que cada sistema, para sobrevivir y desarrollarse, debe ser capaz de resolver cuatro clases de problemas funcionales:
- A = Adaptation (adaptación).
- G = Goal Attainment (consecución de objetivos).
- I = Integration (integración).
- L = Latency (persistencia del modelo).

Parsons estableció que cada uno de estos elementos eran representados por la Economía (A), la Política (G), las Normas (I) y los Valores (L).
Este modelo está influenciado por la teoría psicoanalítica de Freud, del «ello, el yo y el súper-yo.» Parsons postuló un modelo tri-sistémico para explicar los sistemas de acción del individuo: el sistema de la personalidad, el sistema social y el sistema cultural. El primero se refiere a las necesidades orgánicas y emocionales, el segundo a la interacción o interdependencia de las personas y el último, a los patrones simbólicos de sentido o valor.

## El paradigma
La función de adaptación (A) nos lleva a investigar el subsistema económico; el funcionamiento de las estructuras implicadas en la producción de los recursos destinados en general (bienes materiales, tecnologías, capital, información, conocimientos, etc.) y la división de la mano de obra que lo caracteriza. También cabe destacar que la respuesta a los desafíos planteados por los cambios en los procesos externos puede tratar de cambiar las estructuras sociales, la creación de crisis y las tensiones difíciles de resolver.
Dicha función está integrada a la unión, la necesaria coherencia y armonización de las decisiones y acciones que tienen lugar en las estructuras sociales (subcomunidad, funciones, etc.). Por lo tanto no es solo el orden, la seguridad del funcionamiento de las estructuras sociales, el respeto del uno por el otro, las expectativas, sino también el uso racional de los recursos. El hecho de que las estructuras rijan la formulación de las normas supervisará el cumplimiento por parte de los subsistemas y los miembros de la sociedad.
La función de mantener el modelo latente consiste en transmitir valores (modelos culturales), velando porque sean interiorizados por los miembros de la sociedad. Parsons utiliza la palabra "socialización" como un sinónimo del proceso que permite a un nuevo miembro (adolescente, extranjero, etc.) "unirse" a la empresa y adquirir las pautas de comportamiento correspondientes a los valores que la sociedad posee. Las estructuras que contribuyen a la socialización de los jóvenes son: la familia (socialización primaria), la escuela y las instituciones ético-religiosas de aprendizaje. La función de los modelos culturales radica en la creación de sistemas generales, cuyo sentido confiere una identidad común para el sistema social, con el fin de controlar las tensiones. En las empresas de transmisión de patrón simple latente se realizan eventos religiosos, incluso rituales, que sirven para renovar los lazos de pertenencia, y procesos de socialización, normalmente en forma de ritos de paso.

## Aplicaciones del paradigma
El paradigma AGIL puede ser utilizado en el análisis de cualquier sistema social. Puede emplearse, por ejemplo, en virtud de la Sociología de las organizaciones, no solo para estudiar las organizaciones formales (empresas, gobierno, agencias de formación, etc.), sino también los componentes elementales de la sociedad (como familia, el grupos de interés, etc.).
Las respuestas a un sistema social pueden dar lugar a considerar los cuatro requisitos funcionales, que están claramente relacionados unos con otros; lo que lleva a considerar que analíticamente separan, en lo posible, las tensiones sociales creadas entre las respuestas. Por ejemplo, se puede observar que sí las funciones A y G hacen hincapié en la necesidad de un cambio en el sistema, las funciones "I" y "L" ponen el centro de atención a las necesidades de conservación. También podemos observar que las necesidades de control social dependen, en gran medida, de los procesos de internalización de los valores (la función L), pero cuando la cultura del sistema entra en crisis, debe invertir más en instrumentos de regulación y control de las actividades de sus aplicaciones (función I). En presencia de cambios significativos en el entorno exterior, debe permitir que las respuestas de adaptación (A) puedan socavar las formas tradicionales de responder a la necesidad de lograr una finalidad funcional (G). El paradigma AGIL no solo resulta útil para describir el funcionamiento de un sistema social. Un examen sobre el modo en que el sistema social responde a los cuatro imperativos funcionales e incoherencias que se están creando entre estas respuestas, puede ayudar a poner de relieve una serie de cuestiones. 